# Шами, Рафик
Рафик Шами (араб. رفيق شامي‎, нем. Rafik Schami, собственно Suheil Fadél, род. 23 июня 1946, Дамаск) — сирийский и немецкий прозаик и драматург.

## Биография
Родился в семье сирийцев-христиан, сын пекаря. Учился в монастырской иезуитской школе в Ливане, окончил университет в Дамаске, получил специальность химика. В 1965 году начал писать прозу по-арабски. В 1971 году переехал в Гейдельберг, зарабатывал на учёбу как гастарбайтер, работал на фабрике, в ресторане, на стройке и т. п. Начал учить немецкий. В 1979 году получил степень доктора по химии, стал работать в химической промышленности. Основатель литературной группы Южный ветер (нем. Südwind) и движения PoLiKunst (Полинациональное литературное и художественное сообщество). После 1982 года занимается только литературой, пишет на немецком языке, выступает как активный литературный организатор. Живёт с семьей на юго-западе Германии в городе Кирхгаймболанден.

## Творчество
Один из крупнейших представителей т. н. «гастарбайтерлитературы» или «литературы мигрантов» (в Германии с 1960-х осуществлялась правительственная политика привлечения трудовых мигрантов из стран Средиземноморья и с конца 1970-х годов в стране существуют немецко-греческая, немецко-турецкая, немецко-итальянская, немецко-арабская и другие транснациональные литературы, издательства, пресса и аудиовизуальные медиа). Проза Шами связана с традициями арабской сказочно-авантюрной и учительной, притчевой словесности. Выступает в жанре фантастики, пишет пьесы, книги для детей.

## Произведения
- Andere Märchen (1978)
- Das Schaf im Wolfspelz: Märchen und Fabeln (1982)
- Luki: die Abenteuer eines kleinen Vogels (1983)
- Das letzte Wort der Wanderratte: Märchen, Fabeln und phantastische Geschichten (1984)
- Der Fliegenmelker: Geschichten aus Damaskus (1985)
- Weshalb darf Babs wieder lachen? (1985)
- Der erste Ritt durchs Nadelöhr: noch mehr Märchen, Fabeln und phantastische Geschichten (1985)
- Bobo und Susa: Als der Elefant sich in eine Maus verliebte (1986)
- Der Kameltreiber von Heidelberg (1986, радиопьеса)
- Eine Hand voller Sterne (1987)
- Malula: Märchen und Märchenhaftes aus meinem Dorf (1987)
- Als die Puppen aus der Reihe tanzten (1987, пьеса)
- Die Sehnsucht fährt schwarz: Geschichten aus der Fremde (1988)
- Erzähler der Nacht (1989)
- Der Löwe Benilo (1989)
- Der Wunderkasten (1990)
- Der fliegende Baum: Die schönsten Märchen, Fabeln und phantastischen Geschichten (1991)
- Der ehrliche Lügner (1992)
- Das ist kein Papagei (1994)
- Reise zwischen Nacht und Morgen (1995)
- Der Schnabelsteher (1995)
- Fatima und der Traumdieb (1995)
- Loblied und andere Olivenkerne (1996)
- Milad: von einem, der auszog, um einundzwanzig Tage satt zu werden (1997)
- Gesammelte Olivenkerne (1997)
- Die Sehnsucht der Schwalbe (2000, роман)
- Die Farbe der Worte. Geschichten und Bilder (2002)

## Признание
Литературная премия Крысолов (1990), Премия Шамиссо (поощрительная 1985, полная 1993), премия Германа Гессе (1994), премия Ханса-Эрика Носсака (1997), Вайльхаймская литературная премия (2003), премия Нелли Закс (2007) и др. Книги Рафика Шами переведены на более чем 20 языков мира.